# Final de la Copa Asiática 1992

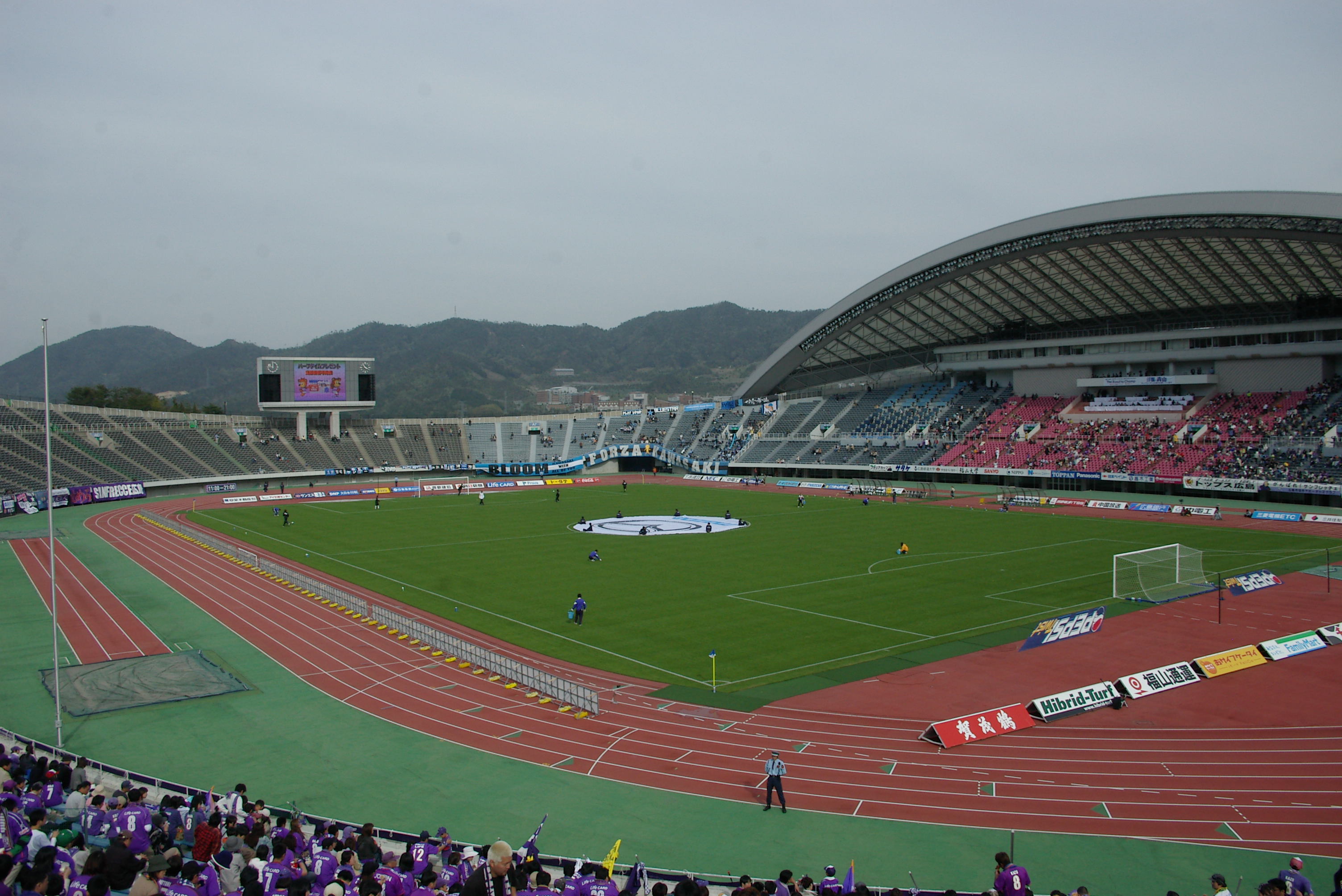
El Estadio del Gran Arco de Hiroshima fue el recinto donde se disputó la final.

La final de la Copa Asiática de 1992 fue jugada en el Estadio del Gran Arco de Hiroshima el 8 de noviembre del año 1992, los finalistas del torneo fueron la selección local de Japón y la selección de Arabia Saudita, el campeonato fue ganado por los nipones luego de que el jugador Takuya Takagi anotara el gol del triunfo. Posteriormente el ganador del torneo fue invitado a participar en la Copa Rey Fahd de 1995 que sería realizada en Arabia Saudita, con el pasar del tiempo esta copa tendría algunos cambios en su formato y sería renombrada como Copa FIFA Confederaciones.

## Enfrentamiento
| Bandera de Japón | vs. | Bandera de Arabia Saudita |
| Japón 1          | vs. | Arabia Saudita 0          |
| ---------------- | --- | ------------------------- |

## Camino a la final
| Equipo                 | Pts. | PJ | PG | PE | PP | GF | GC | Dif |
| ---------------------- | ---- | -- | -- | -- | -- | -- | -- | --- |
| Japón                  | 4    | 3  | 1  | 2  | 0  | 2  | 1  | +1  |
| Emiratos Árabes Unidos | 4    | 3  | 1  | 2  | 0  | 2  | 1  | +1  |
| Irán                   | 3    | 3  | 1  | 1  | 1  | 2  | 1  | +1  |
| Corea del Norte        | 1    | 3  | 0  | 1  | 2  | 2  | 5  | -3  |

| Equipo         | Pts. | PJ | PG | PE | PP | GF | GC | Dif |
| -------------- | ---- | -- | -- | -- | -- | -- | -- | --- |
| Arabia Saudita | 4    | 3  | 1  | 2  | 0  | 6  | 2  | +4  |
| China          | 4    | 3  | 1  | 2  | 0  | 3  | 2  | +1  |
| Catar          | 2    | 3  | 0  | 2  | 1  | 3  | 4  | -1  |
| Tailandia      | 2    | 3  | 0  | 2  | 1  | 1  | 5  | -4  |

## Partido
| 19         | Guardameta     | Kazuya Maekawa      |     |
| 4          | Defensa        | Takumi Horiike      |     |
| 5          | Defensa        | Tetsuji Hashiratani |     |
| 6          | Defensa        | Satoshi Tsunami     |     |
| 7          | Defensa        | Masami Ihara        |     |
| 10         | Centrocampista | Ruy Ramos           |     |
| 14         | Centrocampista | Tsuyoshi Kitazawa   |     |
| 15         | Centrocampista | Mitsunori Yoshida   | 86' |
| 8          | Delantero      | Masahiro Fukuda     |     |
| 11         | Delantero      | Kazuyoshi Miura     |     |
| 20         | Delantero      | Takuya Takagi       |     |
| Entrenador | Entrenador     | Hans Ooft           |     |

| 21         | Guardameta     | Shaker Al-Shujaa      |     |
| 2          | Defensa        | Abdullah Al-Dosari    |     |
| 4          | Defensa        | Abdul Rahman Al-Roomi |     |
| 5          | Defensa        | Mohammed Al-Khilaiwi  |     |
| 3          | Centrocampista | Salem Al-Alawi        |     |
| 6          | Centrocampista | Fuad Amin             |     |
| 8          | Centrocampista | Fahad Al-Bishi        |     |
| 14         | Centrocampista | Khaled Al-Muwallid    |     |
| 7          | Delantero      | Saeed Al-Owairan      |     |
| 9          | Delantero      | Hamzah Idris          | 66' |
| 15         | Delantero      | Yousuf Al-Thunayan    |     |
| Entrenador | Entrenador     | Nelsinho Rosa         |     |

| 3 | Defensa | Toshinobu Katsuya | 86' |

| 11 | Delantero | Fahad Al-Mehallel | 66' |

| Amonestado | 70' | Ruy Ramos       |
| Amonestado | 75' | Kazuyoshi Miura |

| Amonestado | 44' | Abdul Rahman Al-Roomi |
| Amonestado | 71' | Fahad Al-Bishi        |
| Amonestado | 88' | Abdullah Al-Dosari    |

| Anotado | 36' | Takuya Takagi | 1-0 |

| Árbitro | Jamal Al Sharif |

| 19         | Guardameta     | Kazuya Maekawa      |     |
| 4          | Defensa        | Takumi Horiike      |     |
| 5          | Defensa        | Tetsuji Hashiratani |     |
| 6          | Defensa        | Satoshi Tsunami     |     |
| 7          | Defensa        | Masami Ihara        |     |
| 10         | Centrocampista | Ruy Ramos           |     |
| 14         | Centrocampista | Tsuyoshi Kitazawa   |     |
| 15         | Centrocampista | Mitsunori Yoshida   | 86' |
| 8          | Delantero      | Masahiro Fukuda     |     |
| 11         | Delantero      | Kazuyoshi Miura     |     |
| 20         | Delantero      | Takuya Takagi       |     |
| Entrenador | Entrenador     | Hans Ooft           |     |

| 21         | Guardameta     | Shaker Al-Shujaa      |     |
| 2          | Defensa        | Abdullah Al-Dosari    |     |
| 4          | Defensa        | Abdul Rahman Al-Roomi |     |
| 5          | Defensa        | Mohammed Al-Khilaiwi  |     |
| 3          | Centrocampista | Salem Al-Alawi        |     |
| 6          | Centrocampista | Fuad Amin             |     |
| 8          | Centrocampista | Fahad Al-Bishi        |     |
| 14         | Centrocampista | Khaled Al-Muwallid    |     |
| 7          | Delantero      | Saeed Al-Owairan      |     |
| 9          | Delantero      | Hamzah Idris          | 66' |
| 15         | Delantero      | Yousuf Al-Thunayan    |     |
| Entrenador | Entrenador     | Nelsinho Rosa         |     |

| 3 | Defensa | Toshinobu Katsuya | 86' |

| 11 | Delantero | Fahad Al-Mehallel | 66' |

| Amonestado | 70' | Ruy Ramos       |
| Amonestado | 75' | Kazuyoshi Miura |

| Amonestado | 44' | Abdul Rahman Al-Roomi |
| Amonestado | 71' | Fahad Al-Bishi        |
| Amonestado | 88' | Abdullah Al-Dosari    |

| Anotado | 36' | Takuya Takagi | 1-0 |

| Árbitro | Jamal Al Sharif |

|                  |
| Bandera de Japón |
| Campeón Japón    |
| 1.er título      |